# Stronger (canción de Kanye West)
«Stronger» (en español: «Más fuerte») es una canción de Kanye West producida por él mismo, con elementos de «Harder, Better, Faster, Stronger» de Daft Punk, y lanzada a nivel mundial por The Island Def Jam Music Group, durante el último cuarto de 2007, como el segundo sencillo del tercer álbum de estudio del rapero, Graduation. La canción ganó un Premio Grammy por Mejor Actuación de Rap en Solitario en los Premios Grammy de 2008.

"Stronger" se posicionó n.º 1 en las listas musicales de sencillos de Canadá, los Estados Unidos, Nueva Zelanda y el Reino Unido; ingresó a las diez primeras posiciones de las listas musicales de sencillos de Australia, Brasil, Bulgaria, Irlanda, Japón, Noruega y la República de China; y a las veinte primeras posiciones de las listas musicales de sencillos de Alemania, Dinamarca, Finlandia, Suecia y Suiza; y se convirtió en el sencillo más exitoso de Graduation. A finales de marzo de 2013, Nielsen SoundScan reportó que «Stronger» había vendido 5 014 000 descargas en los Estados Unidos, donde se convirtió en el sencillo más vendido de West. Fue usada en un anuncio de Nescafé Dolce Gusto, en la película The Hangover Part II y en la película Never Back Down.
En el año 2021, Stronger se convirtió en disco de diamante por la Recording Industry Association of America (RIAA) tras haber vendido más de 5 millones de ventas, convirtiéndose en uno de los sencillos más vendidos de los Estados Unidos
En la lista nueva de 2024 de las 500 mejores canciones de todos los tiempos de la revista Rolling Stone, Stronger se encuentra en el puesto 493.

## Rendimiento en las listas musicales de sencillos

### América
En América "Stronger" tuvo un éxito polar; en América Anglosajona fue un éxito en las radios y en ventas; en América Latina figuró débilmente en las radios de algunos países de la región; "Stronger" se posicionó n.º 1 en las listas musicales de sencillos de Canadá y los Estados Unidos; ingresó a las diez primeras posiciones de la lista musical de sencillos de Brasil y a las setenta primeras posiciones de la lista musical de sencillos de Chile; y se convirtió en el sencillo más exitoso de Graduation y de Kanye West en el continente.
En Canadá "Stronger" se posicionó n.º 1 en el Canadian Hot 100 de Billboard; registró la trayectoria local más larga de un sencillo del rapero; se convirtió en el primer sencillo n.º 1 de Kanye West en la Lista Musical Canadiense de Sencillos y en el sencillo más exitoso de Graduation en el país.
En los Estados Unidos "Stronger" se posicionó n.º 1 en el Billboard Hot 100; vendió 1,000,000 de unidades, por las que fue certificado de Platino por la RIAA; se posicionó n.º 1 en el Pop 100; se convirtió en el segundo sencillo n.º 1 de Kanye West en el Hot 100; en el sencillo más exitoso de Graduation y en el segundo sencillo más exitoso del rapero en el país, después de "Gold Digger".

### Europa
"Stronger" tuvo diferentes niveles de éxito en Europa; se posicionó n.º 1 en la lista musical de sencillos del Reino Unido; ingresó a las cinco primeras posiciones de las listas musicales de sencillos de Irlanda y Noruega; a las diez primeras posiciones de la lista musical de sencillos de Bulgaria; a las veinte primeras posiciones de las listas musicales de sencillos de Alemania, Dinamarca, Finlandia, Suecia y Suiza; a las treinta primeras posiciones de las listas musicales de sencillos de Austria y Portugal; y a las cuarenta primeras posiciones de las listas musicales de sencillos de Francia y los Países Bajos; hizo debutar a Graduation en posiciones elevadas en las listas musicales europeas de álbumes y se convirtió en el sencillo más exitoso de Graduation y de Kanye West en el continente.
En el Reino Unido "Stronger" se posicionó n.º 1; hizo debutar a Graduation directamente en la posición n.º 1; se convirtió en el primer sencillo n.º 1 de Kanye West en la Lista Musical Británica de Sencillos. En suma, de acuerdo a la compañía The Official UK Charts Company, «Stronger» ha vendido alrededor de 400 mil copias en el Reino Unido, las cuales le convierten en el sencillo más vendido de Graduation en el estado y en el segundo sencillo más vendido de Kanye West en el mismo, después de «American Boy».

## Lista de canciones
| CD single (International) 1. «Stronger» (Álbum versión) – 5:15 2. «Stronger» (Instrumental) – 5:15 3. «Can't Tell Me Nothing» – 4:34 4. «Stronger» (Video) – 4:29 Promo 12" single A-side 1. «Stronger» (Clean) 2. «Stronger» (Explicit) B-side 1. «Stronger» (Radio edit) 2. «Stronger» (Instrumental) 3. «Bittersweet» (Bonus track) | CD single (UK) 1. «Stronger» (Álbum Versión) – 5:14 2. «Can't Tell Me Nothing» (Álbum Versión) – 4:32 12" picture disc (UK) 1. «Stronger» (Radio edit) 2. «Stronger» (LP dirty) 3. «Stronger» (Instrumental) 4. «Stronger» (LP clean) iTunes Remixes single 1. «Stronger» (A-Trak Remix) – 4:36 2. «Stronger» (Andrew Dawson Remix) – 4:46 |

## Posicionamiento en listas y certificaciones
| Listas (2007)                               | Mejor posición |
| ------------------------------------------- | -------------- |
| Alemania (Media Control AG)                 | 17             |
| Australia (ARIA)                            | 2              |
| Austria (Ö3 Austria Top 40)                 | 29             |
| Bélgica (Flandes) (Ultratip Bubbling Under) | 3              |
| Bélgica (Valonia) (Ultratip Bubbling Under) | 6              |
| Canadá (Canadian Hot 100)                   | 1              |
| Dinamarca (Tracklisten)                     | 20             |
| Estados Unidos (Billboard Hot 100)          | 1              |
| Estados Unidos (Hot R&B/Hip-Hop Songs)      | 30             |
| Estados Unidos (Hot Rap Tracks)             | 3              |
| Estados Unidos (Pop Songs)                  | 1              |
| European Hot 100                            | 3              |
| Finlandia (OFC)                             | 11             |
| Francia (SNEP)                              | 33             |
| Irlanda (IRMA)                              | 2              |
| Noruega (VG-lista)                          | 3              |
| Nueva Zelanda (Recorded Music NZ)           | 1              |
| Países Bajos (Mega Single Top 100)          | 35             |
| Portugal (AFP)                              | 30             |
| Reino Unido (UK Singles Chart)              | 1              |
| República Checa (Rádio Top 100)             | 19             |
| Suecia (Sverigetopplistan)                  | 19             |
| Suiza (Schweizer Hitparade)                 | 18             |
| Turquía (Billboard Türkiye)                 | 1              |

| Listas (2007)     | Posición |
| ----------------- | -------- |
| Billboard Hot 100 | 27       |

| Listas (2008)    | Posición |
| ---------------- | -------- |
| Canadian Hot 100 | 33       |

| País           | Provisor | Certificación |
| -------------- | -------- | ------------- |
| Australia      | ARIA     | Platino       |
| Dinamarca      | IFPI     | Platino       |
| Estados Unidos | RIAA     | 7× Platino    |
| Italia         | FIMI     | Oro           |
| Nueva Zelanda  | RIANZ    | Oro           |
| Reino Unido    | BPI      | Oro           |

| Predecesor: "With every heartbeat" de Robyn con Kleerup  | Top 75 Sencillos — Sencillo n.º 1 19 de agosto de 2007 — 26 de agosto de 2007     | Sucesor: "Beautiful girls" de Sean Kingston                            |
| Predecesor: "Beautiful girls" de Sean Kingston           | Top 40 Sencillos — Sencillo n.º 1 10 de septiembre de 2007                        | Sucesor: "Ayo technology" de 50 Cent con Justin Timberlake y Timbaland |
| Predecesor: "The way I are" de Timbaland con Keri Hilson | Canadian Hot 100 — Sencillo n.º 1 29 de septiembre de 2007 — 6 de octubre de 2007 | Sucesor: "Gimme More" de Britney Spears                                |
| Predecesor: "Crank that (Soulja Boy)" de Soulja Boy      | Billboard Hot 100 — Sencillo n.º 1 29 de septiembre de 2007                       | Sucesor: "Crank that (Soulja Boy)" de Soulja Boy                       |
| Predecesor: "The way i are" de Timbaland con Keri Hilson | Pop 100 — Sencillo n.º 1 29 de septiembre de 2007                                 | Sucesor: "Apologize" de Timbaland con OneRepublic                      |
| Predecesor: "Gimme more" de Britney Spears               | Canadian Hot 100 — Sencillo n.º 1 27 de octubre de 2007                           | Sucesor: "Apologize" de Timbaland con OneRepublic                      |